# Фролова Клавдія Павлівна
Клавдія Павлівна Фролова (* 24 лютого 1923, с. Сенькове Орловської області — 21 березня 2010, Дніпропетровськ) — український літературознавець і критик; професор, завідувач кафедри української літератури Дніпропетровського університету. Монографії й розвідки: «Андрій Головко» (у співавторстві, 1967), «Розвиток образної свідомости в українській радянській ліриці» (1970), «Аналіз художнього твору» (1975), «Естетичні категорії в українській радянській ліриці» (1976).

## Життєпис
Народилася 24 лютого 1923 р. в російському селі Сєньково Орловської губернії. Батько — Павло Сергійович — старший син у великій селянській родині, працював виноробом в Криму, закінчив військо-фельдшерську школу в Петергофі, брав участь у першій світовій війні, а згодом і у громадянській, де і одружився з Ніною Данилівною — юною медсестрою родом з Гомельщини — матір'ю Клавдії Фролової. У 1927 р. Павло Сергійович Фролов, одержавши ще й радянський диплом, переїхав з родиною в Україну до села Рудька Царичанського району на Дніпропетровщині. Там він заснував амбулаторію, фактично сформувавши систему медичної допомоги селянам.
Вчилася в школах Рудьки і Китайгорода, захоплювалася літературою і театром, ставила самодіяльні вистави і грала в них. Пережила часи німецько-фашистської окупації у хуторі Куньша в Краснодарському краї, куди евакуювалася з родиною у 1941 р. Там, разом з батьками, допомагала партизанському рухові, переховувала єврейську родину. А після визволення Червоною Армією організувала школу для місцевих і евакуйованих дітей і стала її офіційним директором і викладачем.
В 1939 р. вступила до філологічного факультету Дніпропетровського державного університету. Під час війни навчалася в Одеському університеті, який евакуювався до Майкопу, а згодом — до Туркменії.
Повернувшись в 1944 р. в Дніпропетровськ вона, продовжуючи навчання в університеті, вступає до Театрального училища. 1945 року Фролова з відзнакою закінчує університет і одночасно з навчанням в Театральному училищі починає викладати там філологічні дисципліни.
В 1947 році К. П. Фролову було запрошено до Українського музично-драматичного театру ім. Шевченка в Дніпропетровську, де вона стала однією з провідних актрис, а з початку 1948 р. була призначена завідувачкою літературної частини театру. Її ролі в класичному репертуарі («Підступність і кохання» Ф.Шиллера, «Мертві душі» Гоголя та ін.) і в сучасних п'єсах («Щастя» П. Павленка та інші) викликали схвальні відгуки. Але тогочасна атмосфера в радянському мистецтві змусила молоду перспективну актрису 1949 року покинути професійну сцену.
Довелося займатися різними справами: давати уроки бальних танців, викладати краснопис, вести театральні гуртки працювати диктором на радіо, майстром художнього слова в філармонії.
З 1949 р. викладала літературу в Дніпропетровському фінансовому технікумі, де навіть одержала звання старшого радника фінансової служби. Саме там К. П. Фролова створила самодіяльний театр, який був визнаний одним з найкращих аматорських колективів в СРСР. Клавдія Павлівна була режисером і грала головні жіночі ролі. Спектаклі «Назар Стодоля» та «Гроза» за п'єсами Т.Шевченка і О. Островського були визнані найкращими на всесоюзних фестивалях самодіяльного мистецтва.
К. П. Фролову в 1955 р. було запрошено на посаду художнього керівника щойно відкритого Дніпропетровського Палацу студентів. Там вона створила систему масового залучення до творчості студентської молоді, формування гуртків в усіх напрямах творчої діяльності, які фактично стали студіями професіонального рівня.
З 1961 р. К.П Фролова — викладач, а з 1962 р. — доцент кафедри української літератури Дніпропетровського державного університету (погодинно вона періодично працювала в університеті з 1953 р.). В 1963 р. її тяжко хворий чоловік нарешті отримує як ветеран війни, малогабаритну «хрущовку» на вул. Косіора, і сім'я Клавдії Павлівни (чолові, син і батьки) нарешті перебирається туди з напівпідвальної комуналки.
З 1962 р. Фролова починає дослідження творчості письменників Розстріляного відродження. Саме тоді відкривалися деякі архіви, дозволяється перевидання творів українських митців, знищених в сталінську епоху. К. П. Фролова публікує наукові розвідки творчості поетів 20-х років, аналізує їх художні здобутки. Досліджує і творчість прозаїків тих років оприлюднює листи з Соловецького табору своїй дружині відомого прозаїка Григорія Епіка (це була чи не найперша подібна публікація в СРСР). Вона досліджує обставини загибелі репресованих українських письменників.
Вже в роки перебудови публікує результати цих досліджень, наражаючись на атаки і судові позови з боку сталіністів.
У 60-ті роки К. П. Фролова аналізує нову поезію «шестидесятників», активно підтримує і пропагує молодих поетів нового покоління — Івана Драча, Ліну Костенко, Миколу Вінграновського, Василя Симоненка, схвалює не оприлюднені вірші аспіранта-філолога Василя Стуса і свого студента Івана Сокульсьского. Навкруги Клавдії Павлівни гуртується талановита, патріотично налаштована молодь. В «позалекційному» спілкуванні К. П. Фролової зі студентами обговорюються не тільки питання суто літературні, а і питання культурного та суспільного життя, до виступів і спілкування запрошуються провідні поети. Клавдія Павлівна працює з молодими талантами у літературному об'єднанні при міській бібліотеці, веде університетську літературну студію «Гарт».
У 1968 р. в Україні вибухає кампанія спрямована проти Олеся Гончара у зв'язку з його щойно надрукованим романом «Собор». Від викладачів і студентів університету влада вимагає публічного засудження цього твору як наклепницького та ідейно порочного. Особливо це, звичайно, стосувалося філологічного факультету. К. П. Фролова, ще в 1964 р. організовувала в Дніпропетровському університеті Всеукраїнську конференцію, присвячену творчості випускника факультету Олеся Гончара, писала про його романи рецензії і наукові статті. Вона високо оцінила і «Собор», відзначивши у рецензії на нього почуття палкого бажання до утвердження справжньої духовності, без якої суспільство замерзне в холодній сплячці, а це фатально позначиться і на соціально-економічному стані країни. Зі зрозумілих причин ця рецензія К. П. Фролової не була надрукована, а її студенти не тільки відмовилися брати участь у ганебній кампанії, але й написали гострого листа проти цькування видатного письменника. К. П. Фролову, яку було фактично відсторонено від спілкування зі студентами, друзі переконали у необхідності тимчасово залишити Україну. І кілька місяців вона перебувала у Росії. використовуючи цей час для роботи в бібліотеках і архівах, творчому спілкуванні з найкращими представниками російської філологічної і філософської науки.
Саме в цей час, у 1968 р. К. П. Фролова закінчила роботу над великою монографією, присвячену розвитку образної свідомості в українській ліриці 1917—1967 рр. Монографію було високо оцінено провідними літературознавцями, її вже було підготовлено до тиражування. Та місцеві контролюючі органи виявили в ній цілу низку імен поетів, творчість яких Кладія Павлівна аналізувала з високою професійністю і прихильністю, а навіть згадування цих імен було «не рекомендовано». Як результат — випуск книги було заборонено, а шрифт розсипано. Але К. П. Фролова все ж знайшла вихід. Дніпропетровський університет в той час був в системі всесоюзного міністерства, а московські чиновники, не розбираючись в українській літературі, завізували видання, і тираж було надруковано в 1970 р. в університетській типографії.
В 1972 р. Фролова в Інституті літератури Академії наук УРСР блискуче захищає докторську дисертацію присвячену українській ліриці. В тому ж році стає професором, а з 1973 р. очолює кафедру української літератури Дніпропетровського державного університету. К. П. Фролова спрямовує кафедру до серйозної наукової роботи на світовому рівні — це дослідження принципів художності, естетичного підгруддя літературної творчості, розвитку образної свідомості, природної основи таланту. Вона розробляє свій метод аналізу художнього твору, створює оригінальну систему естетичних категорій, вводить у науковий обіг нові терміни.
К. П. Фролова з великою любов'ю і майстерністю досліджує здобутки української літератури, перш за все поезії, різних часів, особливу увагу приділяючи сучасному літературному процесу, розглядає місце у всесвітній літературі літератури української, визначаючи її загальнолюдські і унікальні національні особливості. (Клавдія Павлівна і сама все життя писала вірші, які ніколи не оприлюднювала. Опублікувала лише дещицю з прозових творів).
К. П. Фролова переконана в тому, що її наукові здобутки слугують для підняттю духовного і освітнього рівня суспільства, розумінню своєї високої відповідальності за долю країни і прийдешніх поколінь. А втілення цього — разом з тонким розумінням природи художнього твору, відчуттям вогню незримої субстанції — має відбуватися через творчу і наполегливу працю шкільних вчителів, викладачів вишів та середніх спеціальних закладів. Саме їх підготовкою невтомно і талановито займається Клавдія Павлівна. В її лекціях поєднуються глибокий науковий підхід, всеосяжна ерудиція, ясність викладання, високий артистизм, педагогічне обдарування і щира любов до студентів. Тому для них кожна з цих лекцій стає справжнім святом. Послухати лекції Клавдії Павлівни приходять не тільки студенти з інших факультеті, але й і викладачі і аспіранти.
Вона стає одним з авторів підручників для вишів «Теорія літератури» (1975.) і «Українська радянська література» (1979). Її книга «Аналіз художнього твору» (1975), стала вкрай жаданою і для студентів і для фахівців — філологів.
На початку 1978 р. К. П. Фролова вступає до Спілки письменників України (яка на той час була частиною Спілки письменників СРСР), де стає одним з провідних діячів секції літературної критики. Її ґрунтовний аналіз творчості українських поетів та сучасного літературного процесу взагалі, який вона здійснювала у передмовах і післямовах до літературних видань і в періодиці ще з 1963 р. протягом понад 40 років, завжди привертали найпильнішу увагу письменників та філологів і найжвавіший інтерес з боку широких кіл читачів.
В фундаментальній монографії «Естетичні категорії в українській радянській ліриці» (1975) К. П. Фролова вперше представила ієрархічну систему естетичних категорій і продемонструвала їх застосування в аналізі конкретного літературного матеріалу. Вона стала ініціатором і основним організатором Всесоюзної наукової конференції « Естетичні категорії в літературознавчому та мистецтвознавчому аналізі», яка відбулася в 1978 р. Дніпропетровському університеті. Методологічна система досліджень в галузі естетики, створена професором К. П. Фроловою і методики, похідні з цієї системи проклали міст між естетикою і мистецтвознавством (літературо- театро-, музикознавством) та вивченням інших видів мистецтва, що до того робилося хіба що спорадично.
В 1979 р. К. П. Фролову запрошують на професорську посаду в Московський державний університет ім. М. В. Ломоносова з пропозицією очолити новий напрямок, який сполучав би естетичний системний аналіз літературного процесу з його впровадженням на матеріалі літератури народів СРСР. (К. П. Фролова з 1967 р. активно працювала над проблемою національних і міжнаціональних засобів образності в літературі). В перспективі мала була б відкрита кафедра, в якій би розвивався цей напрямок як в освітньому, так і в науковому плані. Але Клавдія Павлівна все ж відмовилася від такої привабливої пропозиції. Переважила турбота про створену нею українську літературознавчу школу і бажання працювати саме на рідній землі, віддаючи сили українському суспільству.
У ті ж часи К. П. Фролову обирають головою університетської організації товариства «Знання». І вона починає швидко перетворювати цю досить бюрократичну тоді організацію, яка мала статус виконавця партійно- державних завдань на систему, яка генерувала ефективні методи просвіти людей — не тільки університетського контингенту, а і різних верств населення. Клавдія Павлівна створює Народний університет культури, який дуже швидко зростає до рівня значного загальноміського закладу. Було створено кілька факультетів, які охоплювали практично всі аспекти культури і мистецтва. К. П. Фролова, завдяки своїм знанням, енергії, діловим зв'язкам, гарячим бажанням підняти якнайбільше співвітчизників на високі культурні щаблі, зуміла зробити реальний народний заклад для досягнення цієї мети. Фактично на громадських засадах для викладання були залучені найкваліфікованіші лектори, задіяні культурні заклади. Клавдія Павлівна особисто приділяла весь вільний від навчальної і наукової роботи час діяльності в Народному університеті — читала оглядові і фахові лекції, проводила конференції і семінари, організовувала зустрічі з видатними митцями, розшукувала людей, які мали хист до культурної або наукової діяльності.
Цей громадський заклад був визнаний найкращим народним університетом на Всесоюзному з'їзді товариства «Знання». За роки роботи Народного університету тисячі мешканців Дніпропетровська набули не тільки нових знань а й смак до літератури і мистецтва високого ґатунку, залучилися до культурного життя.
Одночасно з громадською роботою К. П. Фролова у 80-ті роки енергійно розвиває свою наукову школу, генерує плідні наукові ідеї, багато сил віддає викладацькій роботі, активно працює в декількох наукових і редакційних радах Під її керівництвом захищається чимало докторських і кандидатських дисертацій. З-під її пера виходять численні статті в академічних, популярних і «товстих» літературних журналах. Вона редагує наукові збірки і готує для них фундаментальні і оглядові статті. Ціла низка її статей розміщується в багатотомних енциклопедіях. В ці ж роки виходять книжки К. П. Фролової «Морально-естетичні пошуки в сучасній українській ліриці», «Теория и методика применения эстетических категорий в литературоведческом анализе», «Взаимовлияние и взаимосвязи советских национальных литератур».
К. П. Фролова вважає, що вчені мають залучати широкі верстви народу і, насамперед, молоді до розуміння результатів своєї роботи, важливості її для розвитку суспільства. Тому вона вишукує час і для популяризації літературознавства . В 1983 р. вона випускає книгу «Субстанції незримої вогонь». В ній популярно досліджується питання поетики художнього тексту, таємниці створення поетичного образу. А в 1987 р. виходить книга К. П. Фролової «Цікаве літературознавство». Глибоке проникнення в сутність художнього поєднувалося в ній з ясністю розповіді про складні питання літературної творчості, а висока ерудиція авторки — з щирою любов'ю до читача. Цим читачем мав бути школяр, але не тільки в шкільній, а і в студентській, і в працюючій молоді книга пробуджувала нові джерела почуття і розуміння літератури, а в декого ще й розпалювала справжній літературний дар. Ця книга, незважаючи на масовий тираж дуже швидко стала бібліографічною рідкістю. І в 1991 р. максимальним на той час накладом виходить її друге доповнене і перероблене видання, яке теж миттєво зникає з полиць книгарень і, на жаль, бібліотек. В 1989 р. Міністерство освіти СРСР звертається до К. П. Фролової з проханням написати подібну книгу російською мовою і з прикладами з російської літератури як посібник для всіх шкіл Радянського Союзу. І Клавдія Павлівна, значно розширюючи книгу, пише її російський варіант. Але наводячи численні приклади з літератури російської, зберігає в ній всі приклади української літератури, а крім того, наповнює книгу прикладами з багатьох літератур народів СРСР. Цю книгу було повністю підготовлено до друку масовим тиражем у серпні 1991 р. Але відомі події в Москві так і не дали можливості побачити їй світ.
У 1989 р. К. П. Фролова разом з сином стають ініціаторами створення Придніпровського Колегіуму — навчального закладу на принципово новій основі. Він мав поєднати останні класи середньої школи і бакалаврату. За задумом авторів проекту на навчання мала відбиратися найталановитіша молодь з усього Придніпровського регіону. Були розроблені оригінальні програми, які органічно поєднували глибоке вивчення гуманітарних дисциплін з формуванням системного мислення на базі точних наук, сформована систему постійного пошуку і відбору учнів до колегіуму, підібрані кваліфіковані викладачі. Проект успішно пройшов експертизу фахівців, до нього схвально віднеслися органи освіти і навіть зголосився фінансувати фонд «Відродження» (за умови надання місцевими органами влади достойного приміщення). Колегіум мав стати закладом який би дав справжнє виховання і глибоку освіту талановитій і патріотично налаштованій молоді, готувати справжню еліту регіону і країни.. На жаль, владні органи ні до, ні після проголошення незалежності України так і не підтримали цей проект — його було утоплено у питаннях приміщення, фінансування, підпорядкування, штатного складу, персоналій, системі відбору учнів та взагалі у бюрократичному болоті. Низка окремих програм, які були підготовлені для колегіуму згодом використовувалися в різних навчальних закладах України і Росії вже без участі авторів.
В часи перебудови К. П. Фролова активно виступає за повернення визначних археологічних знахідок на території України і художніх цінностей, вивезених з України в різні роки до українських музеїв. Вона веде гостру дискусію в листах з російським академіком Лихачовим (з яким до того листувалася з літературознавчих питань) заперечуючи його пропозицію зосередити всі мистецькі та історичні цінності Радянського Союзу у Москві і Ленінграді В ці часи К. П. Фролова стає одним з лідерів громадського руху в галузі культури. Як делегат від Дніпропетровщини вона бере активну участь в установчому з'їзді Товариства української мови ім. Т. Г. Шевченка, з'їзді української інтелігенції. Там вона виступає за утвердження і розвиток української культури і мови як найважливішої складової майбутньої демократичної Української держави. Наприкінці 80-х в періодичних виданнях публікуються оповідання-спогади Клавдії Павлівни(зокрема «Рудька», де йдеться про голодомор в її селі), які друкувалися в іноземних виданнях під псевдо або без підпису автора.
Ще в 70-ті роки К. П. Фролова займається проблемою «Людина і природа».
З дитинства, яке пройшло в мальовничій Орільщині (Царичанському районі Дніпропетровської області) Клавдія Павлівна дуже тонко сприймає природу, відчуває глибокі взаємовідносини з нею людини. Її роздуми і почуття стали основою для наукових розробок цієї теми в літературі в основному української. Ці розробки ввійшли в монографії, статті К. П. Фролової, а також були розвинуті її учнями. І як завжди у своєму житті Клавдія Павлівна сполучає наукові розробки з практичною діяльністю. Вона виступає перед активістами неформальної екологічної організації «Семінар з оточуючого середовища (SOS)», яку її син започаткував у 1975 р. А згодом активно сприяє створенню незалежної громадської екологічної асоціації «Зелений світ». В 1992 р. К. П. Фролова створює культурологічну громадську організацію « Зелена вітальня». Вона згуртовує творчу інтелігенцію, вчених, викладачів, студентів, народних митців, людей, аматорів літератури і мистецтва, які вболівають за стан української природи. Кожне засідання організації (2 рази на місяць) стає подією в культурному житті міста. Програми засідань включали виступи вчених, письменників, артистів. музикантів. Організовувалися виставки митців. Метою організації було залучення громадськості до екологічного руху через емоційне сприйняття необхідності захисту природи, збереження її ресурсів для прийдешніх поколінь. Розуміючи, що реальний вплив на стан природи, на практику природокористування можливий за використанням політичних важелів, К. П. Фролова активно сприяє створенню регіональної організації партії Зелених України (ПЗУ). Вона не тільки стає членом цієї партії, але й пише Маніфест Зелених Україні, який з'їзді ПЗУ приймається як офіційний документ партії. Клавдія Павлівна пише матеріали для партійних видань, листівки для виборчою кампанії, дає пропозиції щодо діяльності Зелених.
В 1992 р. Клавдію Павлівну спостигає велике горе — смерть чоловіка Бориса Мусійовича Хазана, фронтовика, учителя, патріота України, який завжди підтримував дружину у важкі часи, добре розумів значення її діяльності, з яким вона була у шлюбі 46 років. До того вона емоційно тяжко пережила відхід з життя свого батька Павла Сергійовича Фролова (у 1974 р.) і матері Ніни Данилівні (у 1981 р.), які віддали багато душевних сил вихованню дочки, були оплотом для її прагнень… Але вже приходили до світу майбутні покоління — у 1974р онук Павло, в 1981 р. — онука Наталія, а згодом в сім'ї Павла народилися правнуки Клавдії Павлівни — Андрійко (в 1999 р.)
Разом з розвитком своєї наукової школи і підготовкою фахівців — філологів К. П. Фролова серйозно займається вивченням і аналізом українського фольклору, насамперед — Придніпровського регіону. Клавдія Павлівна природно ввібрала в себе народний дух, світосприйняття основи народу — українського селянства ще з дитячих літ. І зараз вона збирає і аналізує в літературному, історичному і соціальному вимірах численні зразки істинно народного слова, які ще не ставали предметом професійного вивчення філологів, істориків, соціологів. З притаманною їй наснагою Клавдія Павлівна розробляє стратегію пошуку фольклорного матеріалу, організує експедиції студентів, які збирають його. В 1991 р. виходить її популярна книга про український фольклор « Прилетіла ластівка». В 1993 р. вона створює навчальний посібник з народознавства «Ярина», який стає найпопулярнішим підручником і довідником з цього питання, а разом з тим глибокою науковою розробкою теми.
У тому ж році К. П. Фролова за віком йде з посади зав. кафедрою, залишаючись її професором і науковим керівником, продовжуючи вести напружену навчальну, наукову і громадську діяльність. Але в 1994 р. роботу К. П. Фролової перепиняє тяжка хвороба. Сталося так, що ліфти у 12-поверховому корпусі університету не працювали через нестачу коштів на електрику, і професор Фролова на восьмому десятку років щоденно мала пішки підійматися на найвищі поверхи, щоб читати лекції, консультувати студентів і колег. Одного вечора після лекцій вона ще поїхала до лікарні відвідати хвору аспірантку. Там теж довелося підійматися високо східцями… Втратила свідомість ледь діставшись домівки. Син встиг доставити її до лікарні у вкрай тяжкому стані. Лікарі визначили обширний інсульт, і кілька тижнів боролися за її життя. Найоптимістичніший прогноз був: можливо ще кілька років життя, але в паралізованому стані. Натомість завдяки зусиллям близьких та насамперед її несамовитій волі до творчого життя і служіння Україні Клавдія Павлівна за кілька місяців повертається до повнокровної діяльності.
В 1994 р. К. П. Фролова стає професором кафедри літератури і мистецтва Дніпропетровського національного університету. Вона проводить регулярні теоретичні семінари, бере участь в організації міжнародних і всеукраїнських конференцій, пише статті про творчість сучасних письменників, аналізує літературний процес. К. П. Фролова продовжує працювати у редакційних радах філологічних видань, Вченій раді університету, спеціалізованих радах із присудження наукових ступенів. І скрізь вона займає активну, принципову позицію, обстоюючи підтримку належного наукового рівня, сприяння творчому пошуку, ерудиції і глибокому проникненню в сутність предмета.
К. П. Фролова продовжує розвивати і діяльність в галузі народознавства. Стає ініціатором створення в університеті лабораторії українського фольклору, де у філологів буде можливість працювати разом з музикознавцями, мистецтвознавцями та істориками. Під її науковим керівництвом відбувається активний і масштабний збір і аналіз зразків народної творчості — усної, музичної, художньої. Завдяки цьому зберігаються від зникнення численні зразки цієї творчості, яка відображає істинну душу народу.
В 1996 р. К. П. Фролова офіційно призначається на посаду головного наукового співробітника лабораторії українського фольклору. Вона ініціює видання наукових збірок « Народознавчі аспекти мови, фольклору та літератури Придніпров'я». «Фольклор і говори Наддніпрянщини», стає їх співавтором і редактором. В 2001 р. виходить її монографія «Рай-поле. Фольклор і сучасна народна творчість Придніпров'я».
Одночасно К. П. Фролова продовжує активно працювати і в інших філологічних галузях. Друкуються її роботи «Духовність і мистецтво», «Шестидесятництво (витоки, суть і сучасність)», «Жанр як морфологічна категорія», «Шевченко в Японії» тощо. А в 2001 р. виходить монографія К. П. Фролової «Методологічні та філософсько-психологічні основи теорії літератури і мистецтва», яка стала визначною подією в гуманітарній науковій сфері. (На жаль ніхто з власних або науково-освітніх кіл не зголосився підтримати це видання, і воно було здійснено коштом сім'ї Клавдії Павлівни.) В 2005р . К. П. Фролова стає співавтором книг « Слово про літературу та письменників Придніпров'я», «Антологія прози Придніпров'я»
В 2006 р. Клавдія Павлівна видає книгу публіцистичних роздумів «Перед очисною грозою». Книгу про українських борців за свободу, людську гідність, збереження культури і духовності українського народу. Книгу про духовний світ, у якому жив народ, світ, який можна відчути через незнищенні фольклорні джерела. Але попри те, що в книзі подано унікальний матеріал про дніпропетровців, місцева влада навіть не відповіла на прохання К. П. Фролової допомогти з фінансуванням цього видання. І Клавдія Павлівна вимушена видавати книги, так потрібні для українського власним коштом.
В цей же час К. П. Фролова паралельно працює і над іншими темами. В 2006 р. вона підготувала до видання «Євшан-зілля» — фундаментальну хрестоматію з українознавства, в якій величезна робота з дбайливого відбору матеріалу поєднувалася з авторським науковим підходом. Це давало можливість молоді й усім зацікавленим громадянам України ввійти в тему українства на об'єктивному і системному підгрудді, розвинути або пробудити любов до рідної землі, осмислити причини перемог і поразок на шляху складної і часто трагічної української історії. І знов ніхто із «сильних світу цього» не посприяв виданню цієї книги.
Напружена боротьба за становлення і розвиток дійсної культури, за формування освіченого і патріотичного громадянського суспільства в умовах розпалюванню поклоніння золотому тельцеві, яке спирається на хтиву сутності багатьох «вершителів долі» на всіх рівнях влади, ця нерівна боротьба різко погіршила стан здоров'я К. П. Фролової. Значну роль тут зіграли і вроджений порок серця, який Клавдія Павлівна мужньо долала все життя і пережитий тяжкий інсульт.
Наприкінці 2006 р. вона залишає роботу в університеті, якому віддала 50 років життя, і зосереджується на творчій роботі. Попри всі негаразди К. П. Фролова береться за написання фундаментальної монографії «Естетика», яка б мала стати і глибоко науковою книгою і необхідним підручником для гуманітаріїв. Клавдія Павлівна охоче приймає у своїй домівці студентів, письменників, людей, небайдужих до літератури і мистецтва, Вона щоденно цікавиться подіями в країні і світі, висловлює з цього свої думки, пише пропозиції у владні структури.
Але в листопаді 2007 р. у Клавдії Павлівни трапляється новий, вкрай тяжкий інсульт. Три місяці йде боротьба за її життя, і, нарешті, вона повертається додому, де рідні створюють їй належний догляд. Дуже втішив Клавдію Павлівну візит колег і учнів з університету, Спілки письменників, Спілки театральних діячів, які дуже тепло поздоровили її з 85-річчям. Телефоном її поздоровляли відомі письменники і літературознавці з Києва та інших міст України.
І знову до роботи… К. П. Фролова пише статті, надає методичні рекомендації і продовжує працювати над «Естетикою». Університет дає можливість видати частину цього рукопису, який виходить у 2008 р. (за участю останньої аспірантки Клавдії Павлівни В. Д. Галацької) як Посібник до вивчення курсу «Естетика». Незважаючи на кволість організму нестримна душа Клавдії Павлівни рветься до творчості, до нових наукових розвідок. Її розум як завжди сповнений ідеями. Вона накреслює різнопланові теми робіт, серед яких «Взаємодія науки і мистецтва», «Динамічне співвідношення літератури і дійсності», «Українська музично-літературна естетика». В 2008 р. К. П. Фролову запрошують в Дніпропетровську консерваторію як професора, і вона готує навчальні плани спецкурсів на тему взаємодії літератури та музики, відповідний дидактичний матеріал, запрошує до себе студентів на консультацію. Починає писати «Реальні оповідання», описуючи і художньо аналізуючи факти зі свого життя, зустрічі з людьми, згодом писати стає важче і вона починає більше розповідати.
Своє 87-річчя 24 лютого 2010 р. Клавдія Павлівна відзначила у колі своїх дітей і онуків. А вранці 21 березня 2010 року у власній квартирі у Дніпропетровську. На панахиду прийшли колишні колеги Клавдії Павлівни — вчені, викладачі, письменники, митці, театральні діячі, музиканти — світлі, щирі люди. З великим сумом, вдячністю і сердешним теплом згадували щасливі нагоди спілкування с Клавдією Павлівною, читали вірші, говорили, що тільки зараз люди почнуть усвідомлювати її внесок в науку, освіту, літературу, внесок в побудову нового суспільства.
Клавдію Павлівну Фролову поховали 24 березня 2010 р. на Лівобережному кладовищі Дніпропетровська, неподалік від могил батьків поряд з могилою чоловіка.

## Родина
В 1946 р. К. П. Фролова одружується з морським офіцером Борисом Мусієвичем Хазаном — випускником фізичного факультету Дніпропетровського університету.
У березні 1947 р. Клавдія Павлівна народила сина Віктора у селі Юр'ївка Царичанського району, де після війни жили її батьки.
- онук Хазан Павло Вікторович (1974) — депутат Дніпропетровської обласної ради, офіцер, служить в АТО та ООС
- онука Наталія Хазан (1981) — підприємець, продюсерка, волонтерка
- син — український учений, політик, літератор Віктор Хазан (1947)